# Palaeolituonella
Palaeolituonella es un género de foraminífero bentónico de la subfamilia Cuneolininae, de la familia Cuneolinidae, de la superfamilia Ataxophragmioidea, del suborden Ataxophragmiina y del orden Loftusiida. Su especie tipo es Palaeolituonella majzoni. Su rango cronoestratigráfico abarca desde el Anisiense (Triásico medio) hasta el Carniense (Triásico superior).

## Discusión
Clasificaciones previas incluían Palaeolituonella en el suborden Textulariina del orden Textulariida o en el orden Lituolida.

## Clasificación
Palaeolituonella incluye a las siguientes especies:
- Palaeolituonella fluegeli †
- Palaeolituonella majzoni †
- Palaeolituonella meridionalis †
- Palaeolituonella reclinata †